# FIFA 2000
FIFA 2000 è un videogioco di calcio sviluppato e pubblicato da Electronic Arts nell'ottobre 1999. È il settimo capitolo della serie FIFA: è disponibile per PC, PlayStation e Game Boy Color.
Il brano di apertura del videogioco è It's Only Us di Robbie Williams.

## Copertina
Sulla copertina italiana del gioco è raffigurato Vincenzo Montella con la maglia dell'Italia: la telecronaca italiana è curata da Giacomo Bulgarelli e Massimo Caputi.

## Campionati
In questo capitolo sono presenti oltre 40 "squadre classiche", così da poter utilizzare anche calciatori del passato. Per la prima volta, nella modalità "Campionato" è possibile partecipare anche alle coppe nazionali ed europee.
Campionati.
In FIFA 2000 sono presenti 14 campionati.
- Souper Ligka Ellada
- Eliteserien
- Ligat ha'Al
- SAS Ligaen
- Süper Lig
- Serie A
- Division 1
- FA Premier League
- Fußball-Bundesliga
- Primera División
- Scottish Premiership
- Allsvenskan
- Eredivisie
- Pro League

## Modalità di gioco
Oltre alle canoniche partite, su FIFA 2000 si può modificare il gameplay attivando apposite cheat inserendo i seguenti codici nell'apposito menù del gioco:
- burnaby: partita nel campo della EA
- dizzy: un U.F.O. sorvola il campo e rapisce i giocatori in maniera casuale
- hooligan: attiva le squadre bonus
- lightsout: alcuni fulmini cadono in campo rendendo invisibili i calciatori colpiti
- momoney: disponibilità illimitata di denaro
- sizzle: modalità illuminata